# 詹智鈞
詹智鈞（1976年9月1日—），臺灣新北市人，中華民國政治人物、醫師、時代力量黨籍。國立中興大學食品科學系、高雄醫學大學學士後醫學系畢業，曾任時代力量屏東黨部主任委員、屏東縣勞動調解委員、屏東地檢署榮譽法醫師、屏基工會創會理事長，屏東基督教醫院神經內科主任。後轉往屏東輔英大學附設醫院任職。於2020年被提名為時代力量不分區立委第11名，未當選。後於2022年6月15日獲時代力量政黨提名為2022年屏東縣縣長候選人，出戰民進黨籍周春米與國民黨籍同為醫師出身的蘇清泉 ，但最後也未當選。

## 個人背景
詹智鈞出生於台灣台北縣（今新北市），求學時期就讀板橋高中、中興大學食品科學系，並於高雄醫大學士後醫學系取得學士學位；所學專長為神經內科、中風及失智症診療，畢業後持續於屏東大學社會發展學系碩士班進修。早年曾於新莊廣達香罐頭公司實習，之後主要投身於醫療專業工作，擔任高雄長庚紀念醫院外科住院醫師、高雄醫學大學附設紀念醫院神經內科住院總醫師、屏東基督教醫院神經內科主治醫師。除本職工作外，他也十分關注勞工權利，曾任屏基工會創會理事長、屏東縣勞動調解委員，且每年皆會帶隊參與五一勞動節大遊行活動。

## 政治參與
2019年11月12日，時代力量公布2020年第10屆不分區立法委員提名名單，詹智鈞以醫師及勞權背景被排入不分區第12名；後因同為醫師的陳永興並未前往登記，最終名次被前移至第11名。選舉結果政黨得票數109萬8100票、得票率7.76%，分配到3席不分區席次，詹智鈞未能當選該屆立法委員。

## 選舉紀錄
| 年度 | 選舉屆數               | 選舉區                                 | 所屬政黨 | 得票數    | 得票率 | 當選標記 | 備註 |
| ---- | ---------------------- | -------------------------------------- | -------- | --------- | ------ | -------- | ---- |
| 2020 | 第十屆立法委員選舉     | 全國不分區及僑居國外國民立法委員選舉區 | 時代力量 | 1,098,100 | 7.76%  |          |      |
| 2022 | 第十九屆屏東縣縣長選舉 | 屏東縣                                 | 時代力量 | 19,156    | 4.32%  |          |      |

## 外部連結
- 詹智鈞的Facebook專頁